# Teletón Perú
Teletón Peru é um evento beneficente televisivo realizado no Peru desde o ano 1981.

## História

### Origens
Os Irmãos de San Juan De Dios chegaram ao Peru em 1606, onde instalaram centros de assistência na cidades de Lima e Callao. Em 1852 retiram-se, mas regressam em 1952, inaugurando-se em 11 de fevereiro de 1952 a Ordem Hospitalaria de San Juan de Dios no Peru e iniciam o projecto do Lar-Clínica num pequeno local do distrito de Magdalena do Mar. Em 22 de abril de 1956 colocaram a primeira pedra a construção do local actual na Estrada Central.
Dez anos depois inaugura-se oficialmente este mesmo com a assistência do presidente Fernando Belaúnde Terry e a bendicón do Arcebispo Primado Juan Landázuri Ricketts.
Actualmente, o Lar-Clínica presta serviços médicos principalmente em Ortopedia e Traumatología, em onde recebe ao redor de 250 pacientes por dia, principalmente por deformações nos pés, paralisia cerebral infantil, deformações dos membros, da cadera ou da coluna (escoliosis).
O fim da instituição é outorgar tratamento integral que assegure a reabilitação plena mediante serviços de reabilitação com terapia física, ocupacional, de linguagem, hidroterapia, agentes físicos e psicologia especialmente de meninos e jovens discapacitados de escassos recursos. Além de Lima, a Ordem Hospitalaria de San Juan de Dios conta com Lares Clínica nas cidades de Arequipa, Cusco, Chiclayo, Iquitos e um Centro de Repouso em Piura.

### O primeiro Teletón
Em março de 1980 Ricardo Belmont Cassinelli, conhecido empresário e condutor de rádio e televisão peruano, inteira-se do labor sacrificado e das carências do Lar Clínica San Juan de Deus que atendia principalmente a pessoas de muito poucos recursos económicos. Então propõe através de seu programa de televisão A fundo, no Canal 7, a realização de uma maratonasmaratona televisiva a favor das crianças incapacitadas como estavam fazendo no Chile com muito sucesso. Belmont constatou a precária situação que atravessava a clínica já que um de seus filhos recebia atenção ali. Assim, depois de se reunir com o Hno. Lázaro Simón Cánovas, Director do Lar Clínica San Juan de Dios, viaja a Santiago com o objectivo de ver ao vivo o Terceiro Teletón desse país para aprender de sua realização.
Em 1981, Ricardo Belmont tinha passado a Panamericana Televisão e explicou seu projecto a seus proprietários os irmãos Delgado Parker, quem ao princípio consideraram-no Inviável; no entanto, conseguiu convencê-los. Após uma grande campanha de motivação e com grande expectativa, às 9 da noite da sexta-feira 11 de dezembro de 1981, deu-se início o primeiro Teletón peruano, cuja meta era de S/. 500 000 000 sóis, produzida e transmitida a todo o país pela Panamericana Televisão desde sua sede principal, o cinema O Pacífico de Miraflores e o Coliseo Amauta onde desenvolver-se-ia o "Bailetón" no que um grande número de casais dançavam ininterruptamente durante 27 horas. O Teletón contou ademais, com a participação de um grande número de figuras do ambiente artístico, desportivo, social e político. O público respondeu em massa ao igual que as mais importantes empresas e instituições do país. A maratona durou pouco mais de 27 horas e conseguiu-se arrecadar S/. 526 450 000 sóis, uns US$ 1 052 900 dólares da época. Ainda que os donativos continuaram por umas semanas mais e como o evento teve uma grande cobertura mediática, a arrecadação final ascendeu até aproximadamente US$ 2 000 000. Com o dinheiro arrecadado durante a jornada solidária construiu-se o pavilhão "Teletón", edifício situado dentro do Lar-Clínica de Lima e que foi inaugurado pelo então presidente Fernando Belaúnde Terry na abertura da segunda Teletón, na sexta-feira 10 de dezembro de 1982.

### Do segundo ao décimo segundo Teletón
As três primeiras edições foram realizadas por Panamericana Televisão e depois duas na América Televisão, contando sempre com a colaboração de artistas e personagens de quase todos os canais de sinal aberto no Peru, além de cantores e grupos nacionais e internacionais. Teve grande sucesso desde o primeiro ano até 1986, quando (ao igual que em Chile) também se achou que a quinta campanha seria a última. Essa 5ª Teletón, originalmente foi programada para o 20 e 21 de dezembro de 1985, mas pela cercania de datas com a maratona que organizou Pilar Nores em favor da Fundação pelos Meninos do Peru se postergó até 31 de janeiro e 1 de fevereiro de 1986.
No entanto, e devido à constante escassez de fundos provocada pela inflação, Belmont e os Irmãos do Lar Clínica San Juan de Dios, vêem-se obrigados a retomar o evento através de RBC Television, em dezembro de 1987 iniciando assim a segunda etapa da campanha solidária que se repetiu em 1988. Depois em 1989 e em 1990 realizaram novamente naPanamericana Televisão com grande sucesso. Posteriormente um par de ocasiões em ATV, a 10ª edição de 1991 foi exitosa mas a de 1992 pela primeira vez não conseguiu atingir a meta e fechando esta segunda etapa é a 12ª Teletón realizada em dezembro de 1993, último evento baixo este nome em América Televisão.

### A década de 90
Na década dos anos noventa, realizam-se diversas maratonas televisivas na Clínica San Juan de Dios, que tinha perdido temporariamente a licença para difundir seu evento benéfico baixo o nome de "Teletón", lança em 1995 "TeleAmor" mas nos anos seguintes baixo esse nome se realizam as telemaratones a benefício do Instituto Nacional de Doenças Neoplásicas, então se lança "TeleSanJuan" que se realiza em Panamericana em 1997 e 1998 para depois emigrar a Frequência Latina em 1999. No entanto, nenhuma maratona atingiu o sucesso dos anos das duas primeiras etapas do Teletón, com vários milhões de sóis arrecadados.

### O regresso do Teletón
Em 2003 estava no at novamente o evento. Assim a 13ª Teletón se desenvolve desta vez por Panamericana Televisão, Televisão Nacional, Rede Global e OKTV baixo o lema "Volta a Esperança", procurando uma meta de um milhão de dólares a qual se cumpriu muito esforçadamente, demonstrando a pouca atenção do público peruano a esta classe de eventos, o que ao seguinte, ano 2004, a meta de 2 milhões de dólares. Em 2005, o Presidente Alejandro Toledo condecoró a Ricardo Belmont por seu labor à frente da Teletón peruana por 25 anos, depois do qual Belmont anunciou seu retiro da organização da Teletón peruana. A 16ª Teletón, realizada em 2006, organiza-se novamente via Panamericana Televisão e Canal 11, atingindo a meta de 4 milhões 120 mil novos sóis. Já estava em preparação o evento de 2007 mas foi cancelado devido ao terramoto de Pisco.
A irregularidade da jornada benéfica gerou uma grave crise no Lar Clínica San Juan de Deus, pela que inclusive se chegou a questionar sua viabilidade durante o 2008. Ante esta situação, o governo de Alan García decidiu encabeçar de urgência a 17ª Teletón denominada "Grande Colecta Nacional para os meninos de San Juan de Deus" que se realizou no domingo 21 de dezembro no frontis e os salões de Palácio de Governo com o fim de arrecadar 3 milhões de novos sóis (para perto de 1 milhão de dólares) e pela primeira vez no país foi televisada ao vivo por todas as correntes televisivas peruanas de sinal aberto. O evento, pese a ter sido organizado em tão só 10 dias, foi muito exitoso, conseguindo arrecadar sorpresivamente uns 10 milhões de novos sóis, o triplo do originalmente esperado.
A 18ª «Teletón». www.teleton.p realizou-se o 4 e 5 de dezembro de 2009, tendo novamente como sede principal a Praça Maior de Lima. Foi transmitida por Panamericana Televisão e teve como animadora principal a Mónica Zevallos mas o desinterés das outras correntes televisivas e dos grandes empresários provocou que não se cumprisse com a meta traçada de 3 milhões de sóis.
A 19ª edição realizou-se nos dias 13 e 14 de agosto de 2010, tendo como meta arrecadar 2 milhões de sóis e a diferença de outras ocasiões não teve um animador principal nem menino símbolo, já que estes foram rotativos.
O Hno. Isidro Vásquez assinou um convênio com a Sociedade Nacional de Rádio e Televisão para que assuma desde então a produção e transmissão televisiva da Teletón. Em consequência Rede Global foi a televisora principal, enquanto América Televisão, ATV e Frequência Latina (os outros membros da SNRTV) transmitiram sequências do evento. Depois de quase 30 horas, a Fundação Teletón San Juan de Deus, entregava a uma da manhã do 15 de agosto a cifra arrecadada de 3 436 008 sóis (US$ 1 222 778), superando com cresces a meta proposta. Em dezembro de 2010 conheceu-se que a arrecadação definitiva foi de S/. 3 900 000 sóis.
A vigésima edição em 30 anos de Teletón em Peru, realizou-se nos dias 2 e 3 de setembro de 2011 e teve como meta 3 500 000 sóis. A organização e o desenvolvimento do evento foi similar ao do ano anterior com Global Televisão encabezándo a corrente solidária . Ao cabo a mais de 30 horas de transmissão conseguiu um rotundo sucesso ao arrecadar S/.4 237 768 sóis, aproximadamente US$ 1 563 752.
A 21ª edição da Teletón peruana realizou-se nos dias 5 e 6 de outubro de 2012. Novamente Global Televisão foi a televisora principal e América Televisão, ATV e Frequência Latina transmitiram algumas sequências. A novidade foi a nomeação do excandidato presidencial Pedro Pablo Kuczynski como organizador e promotor em sua qualidade de "Presidente do Patronato do Lar Clínica San Juan de Deus". No entanto, não se atingiu a ambiciosa meta de S/. 8 000 000 já que ao finalizar o evento a cifra arrecadada foi de S/. 7 325 438,23 sóis. ainda que faltava contabilizar várias doações que se conheceram dias depois aumentando o monte a S/. 7 357 252,13 mais 284 698,14 dólares, sendo assim um total de S/. 8 088 926,34 conseguindo a meta proposta em 7 de novembro de 2012. Esta foi uma versão renovada da Teletón com a participação entusiasta de milhares de jovens voluntários e o apoio de diversos grupos empresariais.
A edição 22ª realizou-se nos dias 4 e 5 de outubro de 2013. Global Televisão foi a televisora principal e América Televisão, ATV, Frequência Latina transmitiram algumas sequências. Além de Panamericana Televisão, que como flamante membro da SNRTV também se pendurou do sinal e cedeu a seus artistas para que animem algumas sequências. Não se conseguiu a meta prevista de 4 milhões de sóis ao arrecadar ao termo da jornada S/. 3 251 377.
A 23ª Teletón efectuou-se nos dias 7 e 8 de novembro de 2014. A televisora principal foi Frequência Latina e América Televisão, ATV, Panamericana Televisão e Global Televisão transmitiram em corrente o evento que pela primeira vez se emitiu em HD. Voltou a ter um menino símbolo mas reduziu suas horas de emissão a 22 horas. A meta prevista de 5 milhões de sóis superou-se depois de chegar aos S/. 6 506 271.
A 24ª Teletón peruana realizou-se nos dias 2 e 3 de outubro de 2015. Foi transmitida em simultâneo por Latina, América Televisão, ATV, Panamericana Televisão e Rede TV quem penduraram-se de um sinal interno produzida pela SNRTV ainda que pode-se considerar a Latina, como emissora principal como foi a primeira em se enlaçar e a última em desligar do sinal da corrente. Teve um formato similar ao do ano anterior com 22 horas de emissão. Desta vez privilegiou-se a produção de espectáculos ao vivo em províncias sobre a de artistas convidados internacionais. Sua meta prevista de S/. 6 506 271 conseguiu-se superar depois de arrecadar S/. 8 898 819.

### Histórico das edições
| Ano  | Data                           | Lema                                                           | Criança símbolo                               | Meta          | Arrecadação        | Dólares                 | Emissora principal                 | Productor(es)                     |
| ---- | ------------------------------ | -------------------------------------------------------------- | --------------------------------------------- | ------------- | ------------------ | ----------------------- | ---------------------------------- | --------------------------------- |
| 1981 | 11 e 12 de dezembro            | De pie la esperanza (Hagamos que este menino não pode caminar) | Héctor Gallarday Morales                      | S/. 500 000   | S/. 526 450 000    | US$ 1 052 900           | Panamericana Televisión            | Alberto Terry, Melvin Campos      |
| 1982 | 10 e 11 de dezembro            | Juntos, todo es posible                                        | Nelly Choquehuanca Flores                     | S/. 1 500 000 | S/. 1.503.591.363  | US$ 1 503 591,36        | Panamericana Televisión            | Alberto Terry, Fernando Guille    |
| 1983 | 9 e 10 de dezembro             | No te olvides de mí                                            | Ericson García Quinteros                      | S/. 2 000     | S/. 2 019 000      | Panamericana Televisión | Alberto Terry, Ricardo Figueroa    |                                   |
| 1984 | 7 e 8 de dezembro              | Creo en ti (Juntos lo vamos a lograr)                          | Zulma Tovar Flores                            | S/. 5 000     | S/. 5 148 000      | América Televisión      | Jorge Souza Ferreyra               |                                   |
| 1986 | 31 de enero e 1 de febrero     | Nuestro último paso, su primer paso                            | Henry Bellodas Moscol e Celsa Santa Cruz Caja | I/. 8 000     | América Televisión | Jorge Souza Ferreyra    |                                    |                                   |
| 1987 | 4 e 5 de dezembro              | Renace la esperanza                                            | Pelayo Requejo Rojas                          | I/. 36 000    | I/. 38 000         | RBC Televisión          | Gaspar Bacigalupi                  |                                   |
| 1988 | 2 e 3 de dezembro              | Ahora te toca a ti                                             | Esther Vigo Gallardo                          | I/. 100 000   | I/. 112 825 300    | RBC Televisión          | Jaime Ruesta                       |                                   |
| 1989 | 8 e 9 de dezembro              | Sigamos caminando                                              | Carmen Lourdes Jara Chacón                    | I/. 8 000     | I/. 8.395.000.000  | Panamericana Televisión | Moisés Chiok, Roberto Bocanegra    |                                   |
| 1990 | 30 de novembro y 1 de dezembro | Dale una sonrisa                                               | Karina, Janeth y Margoth Boza Donayre         | I/. 450 000   | I/. 465 000        | Panamericana Televisión | Luis Carrizales Stoll, Diego Terry |                                   |
| 1991 | 29 e 30 de novembro            | Todos los anteriores hasta ese momento                         | US$ 2 000                                     | US$ 2 030 000 | US$ 2.030.000,00   | ATV                     | Federico Anchorena                 |                                   |
| 1992 | 4 e 5 de dezembro              | Abre tu corazón para dar                                       | Ninguno                                       | US$ 2 030 000 | US$ 1 580 000      | US$ 1 580 000           | ATV                                | Federico Anchorena                |
| 1993 | 3 e 4 de dezembro              | El abrazo del alma                                             | Gabriela González                             | US$ 1 000     | US$ 1 004 222      | US$ 1 004 222           | América Televisión                 | Christian Andrade                 |
| 2003 | 5 e 6 de dezembro              | Vuelve la esperanza                                            | Scarlet Fernández                             | S/. 3 450 000 | S/. 3 453 733      | US$ 1 001 082           | Panamericana Televisión            | Fernando Guille                   |
| 2004 | 10 e 11 de dezembro            | ¡Realicemos lo increíble...!                                   | Mayerling Yahuarcani                          | S/. 6 700 000 | S/. 3 422 587      | US$ 1 021 667,85        | Panamericana Televisión            | Luis Carrizales, Guillermo Guille |
| 2005 | 2 e 3 de dezembro              | Ayúdanos: ¡Juntos caminamos mejor!                             | Ruth Hernández                                | S/. 3 422 587 | S/. 3 502 304      | US$ 1 045 463,88        | Panamericana Televisión            | Fernando Guille                   |
| 2006 | 15 e 16 de dezembro            | Dame una mano y ayúdame a caminar                              | Roy Chocca Quispe                             | S/. 3 502 304 | S/. 4 124 000      | US$ 1 295 590           | Panamericana Televisión            | Fernando Guille                   |
| 2008 | 21 de dezembro                 | San Juan de Dios nos está llamando ¡Escucha su voz!            | Dilver Delgado e Diana del Rosario Rafael     | S/. 3 000     | S/. 10 000         | US$ 3 558 718,87        | TV Perú                            | Ricardo Ghibellini                |
| 2009 | 4 e 5 de dezembro              | Para vivir tengo el Perú, para sonreír solo me faltas tú       | Victoria Mendiolaza Sinarahua                 | S/. 3 000     | S/. 1 870 200      | US$ 665 551,61          | Panamericana Televisión            | Luis Cortines Quintanilla         |
| 2010 | 13 e 14 de agosto              | Unámonos para mantenerla                                       | Ninguno                                       | S/. 2 000     | S/. 3 436 008      | US$ 1 222 778           | Global Televisión                  | Luis Cortines Quintanilla         |
| 2011 | 2 e 3 de setembro              | Unámonos para cambiar pena por alegría                         | Ninguno                                       | S/. 3 500 000 | S/. 4 237 768      | US$ 1 563 752           | Global Televisión                  | Luis Cortines Quintanilla         |
| 2012 | 5 e 6 de outubro               | Todos somos Teletón                                            | Ninguno                                       | S/. 8 000     | S/. 7 325 438,23   | US$ 2 828 354,52        | Global Televisión                  | Ricardo Saavedra                  |
| 2013 | 4 e 5 de outubro               | Súmate a la Teletón                                            | Ninguno                                       | S/. 4 000     | S/. 3 251 377      | US$ 1 173 782,31        | Global Televisión                  | Vanny Passalacqua                 |
| 2014 | 7 e 8 de novembro              | ¿Nos unimos otra vez?                                          | Ángel Cubas                                   | S/. 5 000     | S/. 6 506 271      | US$ 2 220 787,71        | Latina                             | Luciana Bukoviner                 |
| 2015 | 2 e 3 de outubro               | Más unidos que nunca                                           | Gabriel Vitalillus                            | S/. 6 506 271 | S/. 8 898 819      | US$ 2 763 608,36        | Latina                             | Luciana Bukoviner                 |
| 2016 | 30 de setembro e 1 de outubro  | Unidos hacemos más (Unidos fazemos mais)                       | Arsen Szabo                                   | S/. 8 898 819 | S/. 11 010 058     | US$ 3 238 252           | América                            | Luciana Bukoviner                 |